# Айтуар (Оренбургская область)
Айтуар — аул в Кувандыкском городском округе Оренбургской области.

## География
Находится на реке Айтуар (левый приток Урала), в 12 км от поселка Маячный.

## История
По некоторым сведениям существовал уже в конце XIX века В основе название личное тюркское имя — Айтуар..

## Население
| 2010 |
| ---- |
| 47   |